# (15318) Innsbruck
(15318) Innsbruck (1993 KX1) – planetoida z pasa głównego asteroid okrążająca Słońce w ciągu 3,59 lat w średniej odległości 2,34 j.a. Odkryta 24 maja 1993 roku.